# President

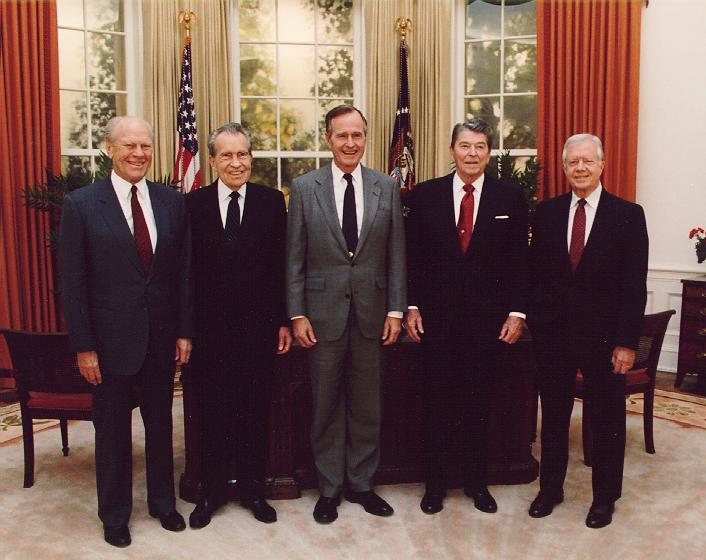
Amerikanska presidenter på en bild från 1991. Gerald Ford, Richard Nixon, George H.W. Bush, Ronald Reagan och Jimmy Carter.

Magnus Brahe var 1614–1633 president i Svea hovrätt.

President är en titel, som språkhistoriskt har ungefär samma betydelse som ordet ordförande. En president är någon som presiderar, som sitter som ledare (från latin prae- 'före', 'framför' och sedere 'att sitta'; jämför preses). Från början avsåg termen någon som ledde en ceremoni eller ett möte, som en ordförande, men numera avses ofta någon med verkställande makt.
Ordet president – både i betydelsen ordförande, statschef och talman i ett parlament – används flitigt i många europeiska språk. Talmannen för ett parlament leder ett presidium.

## Olika betydelser

### Politiskt ämbete
President är sedan 1700-talet ofta titeln på statschefen i en republik men kan också användas som titel på regeringschefen. Det finns även en monarki där statschefen har denna titel,  Förenade arabemiraten. En president i en republik väljs oftast för en viss period, till exempel fyra år; se presidentval.

### Domstolar och ämbetsverk
President tituleras sedan 1600-talet chefen för vissa svenska och finländska domstolar, i Sverige hovrätter och kammarrätter. Vill man undvika missförstånd, kan man använda beteckningarna hovrättspresident och kammarrättspresident. Förr användes titeln även för cheferna för statliga myndigheter av typen kollegium.

### Organisationer
Även ordförande i vissa – ofta internationella – organisationer kallas presidenter, till exempel i Rotary och Hells Angels.

### Företag
I engelsktalande länder används titeln president ofta om en person som har en position liknande verkställande direktör eller koncernchef, även om någon exakt motsvarighet inte brukar finnas i svenska bolag. Titeln används något olika i olika bolag och brukar vara närmare definierad i bolagsordningen (bylaws).